# Immekath
Immekath este o comună din landul Saxonia-Anhalt, Germania.